# Taime Downe
Taime Downe, pseudonimo di Gustav Molvik (Seattle, 29 settembre 1964), è un cantante statunitense, noto per essere il frontman e cofondatore dei Faster Pussycat.
Attorno alla metà degli anni 90 fonda la industrial rock band The Newlydeads, e partecipa ad altre band come i Switching Babies e Pigface.
Fu anche il co-proprietario del club di Los Angeles The Cathouse assieme a Riki Rachtman, ma aprì successivamente un altro club in L.A., il "The Pretty Ugly Club".

## Biografia

### Gli inizi
Nato il 29 settembre 1964, Taime Downe (Gustav Molvik) crebbe a Seattle, Washington. Era il più grande di quattro fratelli; tra sue tre sorelle minori erano Lisa, Michele, e Marnie (sua sorellastra). Egli cominciò ad interessarsi alla musica in tenera età. Alle scuole superiori formò una band chiamata The Bondage Boys. Poco tempo dopo egli lasciò Seattle per spostarsi a San Diego, e poi successivamente a Los Angeles.

### Faster Pussycat
Nel 1985, egli fondò i Faster Pussycat assieme al chitarrista Brent Muscat, anch'egli di Los Angeles. La scena glam metal stavà notevolmente proliferando nell'area di L.A. già da qualche anno, e la band decise di indirizzarsi su quella strada. Il nome venne ispirato dal film di Russ Meyer Faster, Pussycat! Kill! Kill!. La band suonò in molti club di L.A. come il The Whiskey, The Troubadour, Gazzari's, e il Roxy riscuotendo un buon successo.
Firmarono per la Elektra Records nel 1986, e questo fu il primo passo verso il successo. La formazione, all'epoca composta da Taime Downe (voce), Brent (chitarra), Greg Steele (chitarra), Kelly Nickels (ex-L.A. Guns) (basso), e Mark Michaels (batteria). Il loro omonimo album Faster Pussycat uscì nel 1987 con Eric Stacy al basso al posto di Nickels a causa di un incidente in moto.
Taime, assieme al suo amico, e futuro VJ di MTV Headbanger's Ball, Riki Rachtmen, aprì un club sulla Sunset Strip chiamato The Cathouse, che la band utilizzò come salaprove e dove suonavano ogni volta che tornavano dai concerti.
Durante questo periodo la band partecipò al documentario "The Decline Of The Western Civilization Part II, The Metal Years" (1988). Questo documentario descriveva la scena heavy metal della Los Angeles dei tardi anni 80 e non solo, e i Faster Pussycat furono uno dei gruppi intervistati assieme a molti altri come gli Aerosmith i Kiss, Alice Cooper, Megadeth, Lizzy Borden, London, Lemmy Kilmister, Tuff.
Nel 1989 pubblicano l'album Wake Me When It's Over, che riscosse un buon successo.
Il terzo e ultimo album per la Elektra intitolato Whipped! venne pubblicato nel 1992 dopo qualche conflitto interno, e dal 1993 la band partecipò ad un tour con i Kiss, e la band venne inoltre scaricata dall'etichetta. Durante questi anni di carriera, il gruppo suonò al fianco di importanti nomi della scena come Guns N' Roses, Y&T, Ace Frehley, Alice Cooper, Mötley Crüe, Kiss, David Lee Roth, e molti altri.
Il gruppo però declinò a causa del neonato movimento grunge, che cambiò radicalmente le tendenze musicali dei primi anni 90 e la band si sciolse nello stesso 1993.

### Dopo lo scioglimento
Dopo lo sicoglimento dei Faster Pussycat Taime si spostò a Chicago per collaborare con i Pigface. Poco dopo egli tornò a Los Angeles e formò la industrial rock band chiamata The Newlydeads. Taime nella band suonava tutti gli strumenti, e nel 1997 pubblico il debut omonimo. Attorno al 1998, egli aprì un altro club, il "The Pretty Ugly Club" con il JD Terziu (che morì in un incidente d'auto nel 2005).
The Newlydeads pubblicarono poi Re-Bound nel 1998 e Dead End nel 2001.

### Reunion dei Pussycat
Nello stesso 2001 Downe, pubblica a nome dei Faster Pussycat la raccolta "Between the Valley of the Ultra Pussy" con pezzi remixati in stile industrial rock, includendo anche la reinterpretazione dei Kiss "I Was Made For Loving You". Brent Buscat e Greg Steele intrapresero un'azione legale nei confronti di Downe in quanto pubblicò l'album senza consultare gli altri membri. Essi vinsero la causa e vennero invitati e rientrare nella band. La neonata band aprì per i Poison e Cinderella al "Hollyweird World Tour 2002". Nel 2005 Muscat viene colpito da un cancro alla lingua ed i Faster Pussycat continuarono il progetto sostituendolo temporaneamente con Eric Griffin dei Murderdolls, partecipando ad alcuni tour negli Stati Uniti. Muscat si lamentò del fatto accusando Downe di aver mentito sulle sue condizioni, e di aver nascosto il vero motivo per cui il chitarrista non avrebbe raggiunto la band, non contattandolo. Questa fu una delle prime liti interne nate tra diversi membri della band. Muscat affermò poi di aver cercato di ricontattare Downe e Steele per ricomporre la band, ma non ricevette mai risposta.
Nel 2006, Taime Downe, con un'altra formazione, o meglio con la formazione dei The Newlydeads pubblicherà dopo 14 anni il quarto album sotto il nome di Faster Pussycat, pur rimanendo l'unico membro originario. L'album, intotlato "The Power and the Glory Hole" presenta un sound più moderno e con influenze elettroniche. Downe venne successivamente accusato dai membri originali della band di aver pubblicato l'album a nome dei Faster Pussycat senza permesso. Sempre secondo i vecchi membri, Downe avrebbe dovuto pubblicare l'album sotto il nome della sua band attuale, i "The Newlydeads", poiché la formazione che registrò l'album era effettivamente la formazione dei The Newlydeads.

### Diverbi e nuova Reunion dei Pussycat
Nel frattempo Muscat ottiene il 100% dei diritti per il nome del gruppo, e riforma i Faster Pussycat senza Taime Downe. Muscat assieme agli altri due membri originali Eric Stacy (basso) e Brett Bradshaw (batteria), venne affiancato dal nuovo singer Kurt Frohlich e dal nuovo chitarrista Todd Kerns. La band partecipa a tour negli Stati Uniti e in Europa. Taime Downe di risposta alla riunione senza la sua presenza, accusa i vecchi membri di non averlo chiamato per la riunione, ed afferma che realmente questa nuova formazione è solo una band "tributo" ai Faster Pussycat. Muscat e compagni affermano il contrario.

### Tempi recenti
Downe, escluso dalla formazione dei Pussycat, continua quindi il suo progetto con i The Newlydeads, con cui nel 2006 pubblica il quarto album Dreams From A Dirt Nap.
Nell'estate 2007, Brent Muscat decise di non portare avanti la battaglia legale contro Taime Downe e scioglierà conseguentemente la sua versione dei Faster Pussycat. Muscat cederà quindi i diritti a Tiame Downe che porterà avanti ufficialmente i nuovi Faster Pussycat. Questa formazione sarà composta da Downe ed i membri dei Newlydeads Xristian Simon (chitarra), Michael Thomas (chitarra), Danny Nordahl (basso), Chad Stewart (batteria).

## Discografia

### Con i Faster Pussycat

#### Album in studio
- Faster Pussycat (1987)
- Wake Me When It's Over (1989)
- Whipped! (1992)
- The Power and the Glory Hole (2006)

#### EP
- Live and Rare (1990)
- Belted, Buckled and Booted (1992)

#### Raccolte
- The Best of Faster Pussycat (1994)
- Greatest Hits (2000)
- Between the Valley of the Ultra Pussy (2001)

### Con i The Newlydeads
- The Newlydeads (1997)
- Re-Bound (1998)
- Dead End (2001)
- Dreams from a Dirt Nap (2006)

### Altre partecipazioni
- Skid Row - B-Side Ourselves (1992)
- George Lynch - Guitar Slinger (2007)
- George Lynch - Scorpion Tales (2008)

### Tribute album
- Covered Like a Hurricane: A Tribute to the Scorpions (2000)
- Bulletproof Fever: A Tribute to Ted Nugent (2001)
- Tribute to the Scorpions: Six Strings, Twelve Stings (2005)